# قرار مجلس الأمن التابع للأمم المتحدة رقم 1247
قرار مجلس الأمن التابع للأمم المتحدة رقم 1247، المتخذ بالإجماع في 18 حزيران / يونيو 1999، بعد الإشارة إلى القرارات 1031 (1995)، 1035 (1995)، 1088 (1996)، 1103 (1997)، 1107 (1997)، 1144 (1997)، 1168 (1998)، 1174 (1998) و1184 (1998)، مدد المجلس ولاية بعثة الأمم المتحدة في البوسنة والهرسك لفترة تنتهي في 21 يونيو 2000 وأذن للدول المشاركة في قوة تحقيق الاستقرار التي يقودها الناتو بالاستمرار في لمدة اثني عشر شهرًا.
وشدد مجلس الأمن على أهمية اتفاقية دايتون والأهمية التي يتعين على كرواتيا وجمهورية يوغوسلافيا الاتحادية (صربيا والجبل الأسود) أن تلعبها في عملية السلام في البوسنة والهرسك. إن عودة اللاجئين والمشردين أمر بالغ الأهمية لتحقيق سلام دائم في المنطقة.
عمل المجلس بموجب الفصل السابع من ميثاق الأمم المتحدة، وذكّر السلطات في البوسنة والهرسك وغيرها بمسؤوليتها عن تنفيذ اتفاق دايتون. وشدد على دور الممثل السامي للبوسنة والهرسك في رصد التنفيذ. كما أولى أهمية للتعاون مع المحكمة الجنائية الدولية ليوغوسلافيا السابقة.
وأثنى مجلس الأمن على البلدان المشاركة في قوة تحقيق الاستقرار لمواصلة عملياتها لمدة اثني عشر شهرا إضافية؛  سيتم تمديد القوة إلى ما بعد هذا التاريخ إذا اقتضى الوضع في البلاد. كما أذن باستخدام التدابير اللازمة، بما في ذلك استخدام القوة والدفاع عن النفس، لضمان الامتثال للاتفاقات وسلامة وحرية تنقل أفراد القوة. وفي الوقت نفسه، مُددت ولاية بعثة الأمم المتحدة في البوسنة والهرسك، التي تشمل ولاية قوة الشرطة الدولية، حتى 21 حزيران / يونيو 2000. وحث البلدان على توفير التدريب والمعدات والدعم لقوات الشرطة المحلية في البوسنة والهرسك.

## روابط خارجية
- نص القرار في undocs.org